# Dipterocarpaceae
Le Dipterocarpacee (Dipterocarpaceae Blume) sono una famiglia di alberi, diffusi soprattutto nelle foreste tropicali di bassa quota.
La famiglia prende nome dal genere Dipterocarpus, che a sua volta deriva dalle parole greche di (due), pteron (ala) e karpos (frutto), con riferimento al frutto munito di due ali.

## Descrizione
Le Dipterocarpacee sono alberi spesso molto alti (possono superare gli 80 m.
Le foglie sono alterne, semplici, cuoiose, sempreverdi.
I fiori, riuniti in infiorescenze, sono completi, regolari, vistosi e spesso profumati; hanno 5 sepali e 5 petali, a volte fusi alla base.
Il frutto è secco (capsula o noce) e contiene un solo seme. In quasi tutte le specie è munito di ali.

## Distribuzione e habitat
Le Dipterocarpacee si concentrano nella regione indo-malese, dall'India fino alla Nuova Guinea, dove sono spesso dominanti sia nella foresta pluviale che in quella con piogge stagionali. Un minor numero di specie è presente anche in Africa e America Meridionale.

## Tassonomia

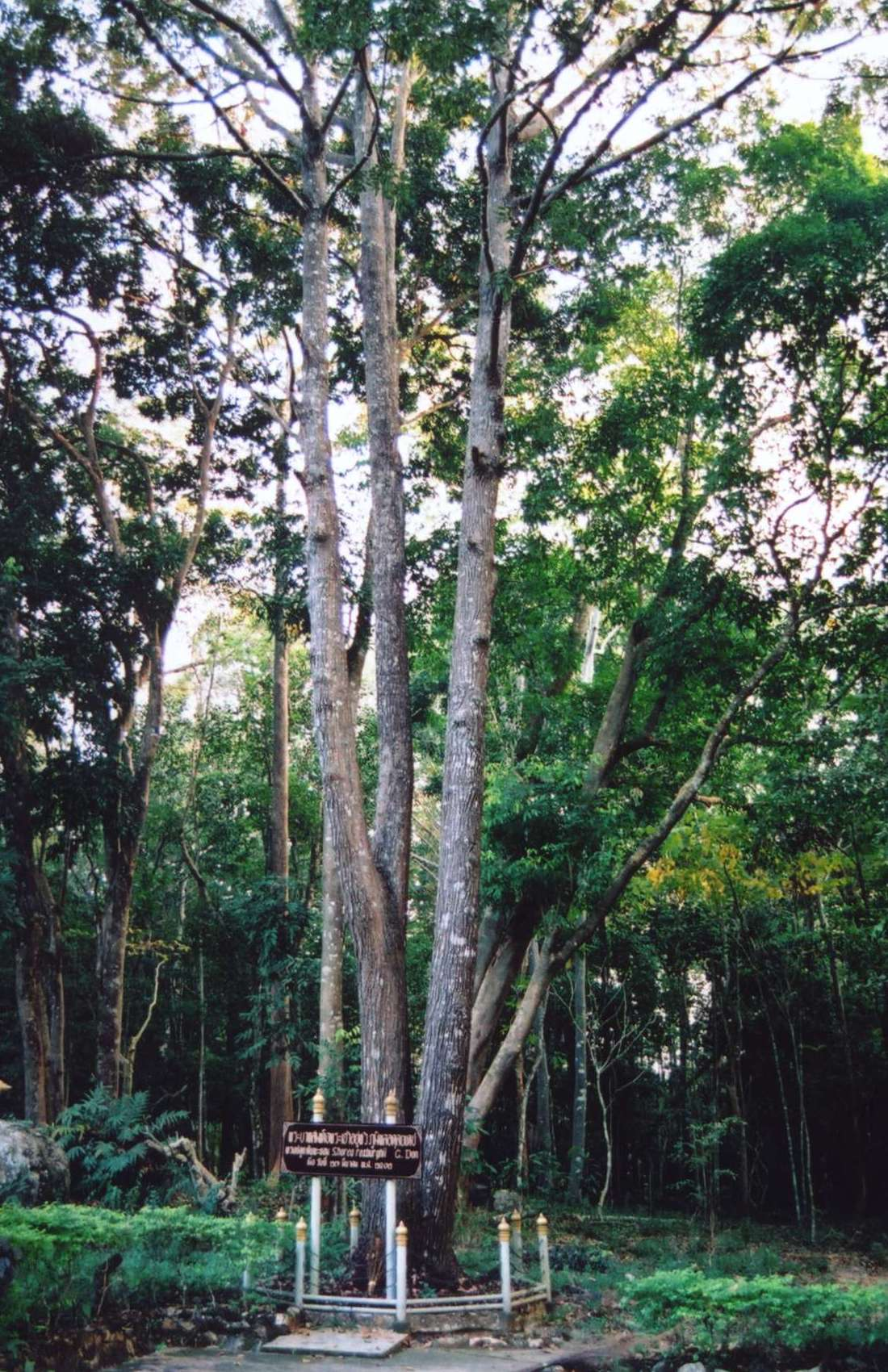
Shorea roxburghii

Il Sistema Cronquist inseriva questa famiglia nell'ordine Theales, mentre la moderna classificazione filogenetica la colloca tra le Malvales.
La famiglia comprende 16 generi in 2 sottofamiglie:
- Sottofamiglia Monotoideae Gilg (presente in Africa, Madagascar, Colombia)
  - Monotes A.DC.
  - Pseudomonotes A.C.Londoño, E.Alvarez & Forero

- Sottofamiglia Dipterocarpoideae Burnett (presente in India, Indocina, Indonesia, Filippine, Nuova Guinea e Seychelles)
  - Anisoptera Korth.
  - Cotylelobium Pierre
  - Dipterocarpus C.F.Gaertn.
  - Dryobalanops C.F.Gaertn.
  - Hopea Roxb.
  - Marquesia Gilg
  - Neobalanocarpus P.S.Ashton
  - Parashorea Kurz
  - Shorea Roxb. ex C.F.Gaertn.
  - Stemonoporus Thwaites
  - Upuna Symington
  - Vateria L.
  - Vateriopsis F.Heim
  - Vatica L.

I generi più ricchi di specie sono Shorea (189 specie), Hopea (114 spp.), Vatica (77 spp.) e Dipterocarpus (65 spp.).